# Pegomya rubrivaria
Pegomya rubrivaria är en tvåvingeart som beskrevs av Huckett 1967. Pegomya rubrivaria ingår i släktet Pegomya och familjen blomsterflugor. Inga underarter finns listade i Catalogue of Life.